# Securidaca speciosa
Securidaca speciosa là một loài thực vật có hoa trong họ Polygalaceae. Loài này được Wurdack miêu tả khoa học đầu tiên năm 1957.